# Струм зміщення (електродинаміка)
Струм зміщення, або абсорбційний струм, — величина, прямо пропорційна швидкості зміни електричної індукції. Цей термін використовується в класичній електродинаміці. Введений Дж. К. Максвеллом під час побудови теорії електромагнітного поля.
Долучення струму зміщення, дозволило усунути суперечність у формулі Ампера для циркуляції магнітного поля, яка після додавання туди струму зміщення стала несуперечливою і склала останнє рівняння, що дозволило правильно замкнути систему рівнянь (класичної) електродинаміки.
Існування струму зміщення також випливає з закону збереження електричного заряду.
Певною мірою, струм зміщення не є електричним струмом, але вимірюється в тих самих одиницях, що й електричний струм.

## Точне формулювання
У вакуумі, а також у будь-якій речовині, в якій можна знехтувати поляризацією або швидкістю її зміни, струмом зміщення {\displaystyle J_{D}} (з точністю до універсального постійного коефіцієнта) називається потік вектора швидкості зміни електричного поля {\displaystyle \partial \mathbf {E} /\partial t} крізь деяку поверхню {\displaystyle s}:
{\displaystyle J_{D}=\varepsilon _{0}\int _{s}{\frac {\partial \mathbf {E} }{\partial t}}\cdot \mathbf {ds} } (SI)
{\displaystyle J_{D}={\frac {1}{4\pi }}\int _{s}{\frac {\partial \mathbf {E} }{\partial t}}\cdot \mathbf {ds} } (СГС)
У діелектриках (і в усіх речовинах, де не можна знехтувати зміною поляризації) використовується таке визначення:
{\displaystyle J_{D}=\int _{s}{\frac {\partial \mathbf {D} }{\partial t}}\cdot \mathbf {ds} } (SI)
{\displaystyle J_{D}={\frac {1}{4\pi }}\int _{s}{\frac {\partial \mathbf {D} }{\partial t}}\cdot \mathbf {ds} } (СГС), де D — вектор електричної індукції (історично вектор D називався електричним зміщенням, звідси й назва «струм зміщення»).
Відповідно, густиною струму зміщення у вакуумі називається величина
{\displaystyle \mathbf {j_{D}} =\varepsilon _{0}{\frac {\partial \mathbf {E} }{\partial t}}} (SI)
{\displaystyle \mathbf {j_{D}} ={\frac {1}{4\pi }}{\frac {\partial \mathbf {E} }{\partial t}}} (СГС)
а в діелектриках — величина
{\displaystyle \mathbf {j_{D}} ={\frac {\partial \mathbf {D} }{\partial t}}} (SI)
{\displaystyle \mathbf {j_{D}} ={\frac {1}{4\pi }}{\frac {\partial \mathbf {D} }{\partial t}}} (СГС)
У деяких книгах густина струму зміщення називається просто «струмом зміщення».

## Струм зміщення і струм провідності
В природі можна вирізнити два види струмів: струм зв'язаних зарядів і струм провідності.
Струм зв'язаних зарядів — це переміщення середніх положень зв'язаних електронів і ядер, що складають молекулу, відносно центру молекули.
Струм провідності — це спрямований рух на великі відстані вільних зарядів (наприклад, іонів або вільних електронів). У разі, якщо цей струм йде не в речовині, а у вільному просторі, нерідко замість терміна «струм провідності» вживають термін «струм переносу». Інакше кажучи, струм переносу або струм конвекції обумовлений перенесенням електричних зарядів у вільному просторі зарядженими частинками або тілами під дією електричного поля.
За часів Максвелла струм провідності міг бути дослідно зареєстрований і виміряний (наприклад, амперметром, індикаторною лампою), тоді як рух пов'язаних зарядів усередині діелектриків міг бути лише побічно оцінений.
Сума струму зв'язаних зарядів і швидкості зміни потоку електричного поля була названа струмом зміщення в діелектриках.
У разі розривання кола постійного струму й увімкненні у нього конденсатора, струм у розімкненому контурі відсутній. При живленні такого розімкнутого контуру від джерела змінної напруги в ньому реєструється змінний струм (за досить високої частоти і ємності конденсатора загоряється лампа, увімкнена послідовно з конденсатором). Для опису «проходження» змінного струму крізь конденсатор (розрив за постійним струмом) Максвелл увів визначення струму зміщення.
Струм зміщення існує і в провідниках, якими тече змінний струм провідності, однак у такому разі він дуже малий порівняно зі струмом провідності. Наявність струмів зміщення підтвердив експериментально радянський фізик О. О. Ейхенвальд, який вивчив магнітне поле струму поляризації, котрий є частиною струму зміщення. Загалом, струми провідності і зміщення в просторі не розділені, вони перебувають в одному і тому ж об'ємі. Через це Максвелл увів термін повний струм, що дорівнює сумі струмів провідності (а також конвекційних струмів) і зміщення. Щільність повного струму:
{\displaystyle \mathbf {j} _{\Sigma }=\mathbf {j} +\mathbf {j} _{D}=\mathbf {j} +{\frac {\partial \mathbf {D} }{\partial t}},}
де j — щільність струму провідності, j D — щільність струму зміщення .
У діелектрику (наприклад, у діелектрику конденсатора) й у вакуумі немає струмів провідності. Тож в цьому окремому випадку наведена вище формула Максвелла зводиться до:
{\displaystyle \mathbf {j} _{\Sigma }=\mathbf {j} _{D}={\frac {\partial \mathbf {D} }{\partial t}}}